# Fintendo
Fintendo ist eine Rotweinsorte. Sie stammt ursprünglich aus Spanien, wird aber überwiegend in Argentinien kultiviert. Dort wurde in den 1990er Jahren eine bestockte Rebfläche von ca. 320 Hektar erhoben.
Siehe auch die Artikel Weinbau in Spanien und Weinbau in Argentinien sowie die Liste von Rebsorten.

## Synonyme
Die Rebsorte Fintendo ist auch unter den Namen Findendo, Findento und Fintindo bekannt.

## Ampelographische Sortenmerkmale
In der Ampelographie wird der Habitus folgendermaßen beschrieben:
- Die Triebspitze ist offen. Sie ist weißwollig behaart. Die gelblichen Jungblätter sind spinnwebig behaart.
- Die  mittelgroßen Blätter (siehe auch den Artikel Blattform) sind fünflappig und mäßig tief gebuchtet. Die Stielbucht ist U-förmig offen. Das Blatt ist stumpf gezahnt. Die Zähne sind im Vergleich der Rebsorten mittelgroß. Die Blattoberfläche (auch Spreite genannt) ist kaum blasig.
- Die Traube ist mittelgroß bis groß und sehr dichtbeerig. Die elliptischen Beeren sind mittelgroß und von schwarz-blauer Farbe.

Die Rebsorte treibt spät aus und reift ca. 6 – 10 Tage nach dem Gutedel und gilt damit im internationalen Vergleich als frühreifend.